# Ressaca a Las Vegas
Ressaca a Las Vegas (títol original en anglès: The Hangover) és una pel·lícula còmica de 2009 dirigida per Todd Phillips. L'any 2010 rebé el Globus d'Or a la millor pel·lícula musical o còmica. L'argument principal se centra en quatre amics que realitzen un viatge a Las Vegas on assisteixen a un comiat de solter, però els plans es compliquen quan l'endemà al matí no recorden res del que succeí el dia anterior. La pel·lícula és protagonitzada per Bradley Cooper, Ed Helms, Zach Galifianakis, Justin Bartha i Heather Graham. La pel·lícula rebé elogis per part de la crítica, a més d'un èxit en taquilla. Aquesta pel·lícula fou doblada i subtitulada al català.

## Argument
Dos dies abans del casament, Doug (Justin Bartha) i els seus tres amics (Bradley Cooper, Ed Helms i Zach Galifianakis) viatgen a Las Vegas per una nit sense control que mai oblidaran. Però quan els tres padrins es desperten l'endemà al matí amb forts dolors de cap no poden recordar res. L'elegant suite de l'hotel és un desastre, Doug no apareix per cap lloc i la cosa es complica encara més quan descobreixen un nadó abandonat a la seva suite. Sense cap pista i amb poc temps que perdre, els protagonistes hauran de trobar a en Doug i portar-lo a Los Angeles a temps pel seu casament.

## Repartiment
- Bradley Cooper: Phil Wenneck
- Ed Helms: Dr. Stuart "Stu" Price
- Zach Galifianakis: Alan Garner
- Heather Graham: Jade
- Ken Jeong: Leslie Chow
- Justin Bartha: Doug Bilings
- Sasha Barrese: Tracy Garner Bilings
- Jeffrey Tambor: Sid Garner
- Gillian Vigman: Stephanie Wenneck
- Rachael Harris: Melissa
- Mike Epps: el Doug Negre
- Mike Tyson: ell mateix
- Grant Holmquist: Tyler/Carlos
- Johana Vergara: Sasha